# Rychlebské hory
Rychlebské hory är en bergskedja i Tjeckien. Den ligger i den östra delen av landet, 180 km öster om huvudstaden Prag.